# Никола Цар Црни
Никола Цар Црни (Цриквеница, 1. јануар 1910 — Камењак, Истра, 5. јул 1942) био је учесник Шпанског грађанског рата и Народноослободилачке борбе и народни херој Југославије.

## Биографија
Рођен је 1. јануара 1910. године у Цриквеници. Потиче из радничке породице. После завршене основне школе, 1922. године, завршио је постоларски занат и Занатску школу; али се, због недостатка посла, бавио рибарењем. Већ као осамнаестогодишњи младић, учествовао је у омладинском и радничком покрету.
Међу првима из свог краја, као и из Југославије, припремио се за одлазак у Шпанију, када је у њој почео грађански рат. Захваљујући уговору с француским послодавцем о раду на шумским радилиштима, добио је пасош и легално отпутовао, 1. новембра 1937. године, у Француску, одакле се пребацио у Шпанију.
Био је борац батаљона „Ђуро Ђаковић“ у 120. интернационалној бригади. Истакао се у многим борбама, а посебно на фронтовима Арагона, Кордобе и Теруела. Године 1937. године је примљен у чланство Комунистичке партије Југославије. После слома Шпанске републике, повукао се с осталим борцима, фебруара 1939. године, у Француску, где је остао у концентрационом логору две године. Из логора је успео побећи 1941. године, и вратиоа се у тада већ окупирану Југославију.
Од половине 1941. године налази се у Дрежници, међу првим борцима Горског котара и Хрватског приморја. По упутству ЦК КП Хрватске, одлази у Хрватско приморје, да ради на организацији устанка. Најпре одлази на Вишевицу, где су, због једне неуспеле акције, владали затегнути односи између спојених одреда Брибира и Хрељина. На састанку, којим је руководио, постигнут је договор о понављању те акције (уништење пруге између Белог Села и Фужина).
Већ 1941. године постављен је за команданта Штаба НОП одреда цриквеничког и новљанског котара, односно целог Винодола. Недуго затим, јануара 1942. године, постављен је за команданта Другог батаљона „Матија Губец“, а затим за команданта Петог батаљона „Владимир Гортан“, Првог приморско-горанског партизанског одреда. Недуго затим постаје командант Другог приморско-горанског партизанског одреда.
Никола се истакао у многим борбама. Учествовао је и у првој већој акцији на подручју Горског котара и Хрватског приморја, када је, 27. новембра 1941. године, код Сталка, на путу Огулин-Нови Винодолски, нападнут италијански камион и стрељани италијански официри, док су војници пуштени. Као командант Другог батаљона, вршио је врло успешне акције на железничкој прузи Сушак-Загреб, као и нападе на италијанске камионе.
Лично је руководио, 18. и 19. јануара 1942. године, успелим акцијама онеспособљавања пруга и минирања возова с италијанским војницима на пругама Фужине-Лич и Фужине-Злобине. Посебно се истакао марта 1942. године, када је руководио акцијама за ослобађање Мркопља (15. март) и Равне Горе (22. март). Те акције представљале су до тада највећи успех НОП-а у Горском котару и Хрватском приморју, па су имале велики одјек у народу. Истакао се и у нападу на јаке италијанске снаге које су покушале уништити партизански логор на Снежнику, када је, с десетином бораца-стражара у Штабу батаљона, напао Италијане и привукао на себе пажњу главнине непријатељских снага. Захваљујући томе, његов батаљон је успео напасти Италијане с друге стране и отерати их.
Као командант Петог батаљона, добио је специјални задатак да продре у Истру. Исти задатак добио је и као командант Другог приморско-горанског партизанског одреда, који је деловао, углавном, на подручју Хрватског приморја и у долини реке Купе. Тај Одред извршио је, под његовом командом, низ успелих акција. Највећа и најзначајнија акција Одреда била је напад на Италијане, 11. јуна 1942. године, на прузи Делнице-Купјак, када је уништен италијански транспорт и заустављен саобраћај четири дана. Одред је учествовао, заједно са словеначким партизанима, у нападу на Осилницу и у другим борбама.
Погинуо је 5. јула 1942. године, на путу између села Камењака и Гробника, у нападу сто четрдесеторице партизана, које је он водио, на италијанску колону.
Указом Президијума Народне скупштине Федеративне Народне Републике Југославије, 5. јула 1951. године, проглашен је за народног хероја.